# Montereau, Loiret
Montereau là một xã trong tỉnh Loiret, vùng Centre-Val de Loire bắc trung bộ nước Pháp. Xã này có diện tích 50,12 km2, dân số năm 2006 là 601 người. Sông Solin chảy qua thị trấn.